# (100734) Annasvídnická
(100734) Annasvídnická es un asteroide perteneciente al cinturón de asteroides descubierto el 18 de febrero de 1998 por el equipo del Observatorio Kleť desde el Observatorio Kleť, České Budějovice, República Checa.

## Designación y nombre
Designado provisionalmente como 1998 DB1. Fue nombrado Annasvídnická en homenaje a Anna Svídnická (o Anna Swidnicka o von Schweidnitz), la tercera esposa de Carlos IV, Sacro Emperador Romano y Rey de Bohemia. En 1361 ella llevó al sucesor deseado al trono, más tarde Rey de Bohemia Wenceslao IV.

## Características orbitales
Annasvídnická está situado a una distancia media del Sol de 3,104 ua, pudiendo alejarse hasta 3,620 ua y acercarse hasta 2,587 ua. Su excentricidad es 0,166 y la inclinación orbital 2,307 grados. Emplea 1997,50 días en completar una órbita alrededor del Sol.

## Características físicas
La magnitud absoluta de Annasvídnická es 15,6. 